# Premio Szpilman

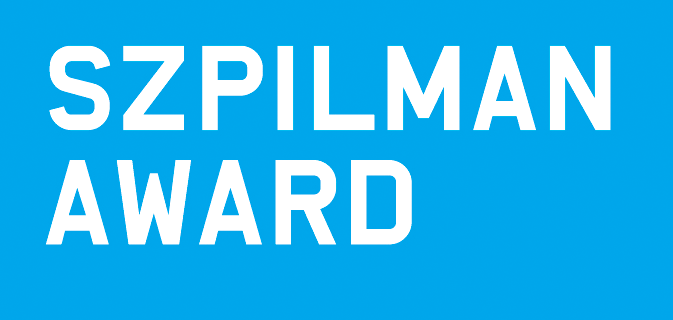
El logo del Premio Szpilman.

El Premio Szpilman (Szpilman Award) es de arte que se concede anualmente. Se concede a obras que existen solo por un momento o en un corto período de tiempo. Se promueven obras que consistan en forma de situaciones efímeras.Se otorgó por primera vez en el año 2003 y desde entonces ha sido el único precio del mundo del arte efímero. Se anuncia públicamente.

## Historia
Se inició, financió y organizó por el grupo de artistas alemanes llamados Szpilman.Al principio, el precio se anunciaba en Alemania, pero desde el año 2004, se abrió para toda Europa. El interés público creció. En el año 2006, el precio fue anunciado en todo el mundo.
El jurado consta de expertos de arte internacionales. El ganador del año anterior siempre es un miembro del jurado. El ganador recibe un Premio de Jackpot-beca. Este consta de tres partes: Un trofeo, diez días de alojamiento en Cimochowizna (Polonia), incluyendo la llegada y salida y una suma en efectivo. La cantidad de dinero es dinámica. Paralelamente al concurso, el grupo Szpilman recauda dinero para la beca.

## Galardonados y seleccionados
| Año  | Artista galardonado                                       | Obra                                                                 | Artistas seleccionados                                                                   |
| ---- | --------------------------------------------------------- | -------------------------------------------------------------------- | ---------------------------------------------------------------------------------------- |
| 2003 | Julia Weidner (Alemania)                                  | 'Keep on'                                                            | Shannon Bool David Borchers Karin Felbermayr Stefan Hurtig Alice Musiol Gudrun Schuster  |
| 2004 | Catrin Bolt (Austria)                                     | 'Ausstellung in der galerie.kärnten'                                 | Shannon Bool David Borchers & Gregor Schubert Matthias Lehmann Alice Musiol Gloria Zein  |
| 2005 | Albert Heta (Kosovo)                                      | 'Embassy of the Republic of Kosova, Prague, Czech Republic'          | Wolfgang Breuer C5 Sarah Ortmeyer Michael Part Simone Slee Adrian Williams               |
| 2006 | Martin Flemming (Alemania)                                | 'Wenn jeder denkt, es ist für alle, dann füttert niemand die Fische' | Oleg Burjan Pol Matthé Stefanie Trojan                                                   |
| 2007 | Doug Fishbone (Reino Unido) Michał Sznajder (Polonia)     | 'Untitled (Muslim in Cage in Freud Museum)' 'Here'                   | Evangelia Basdekis Anja Brendle & Sebastian Höhmann MeMe Marc Nothelfer Poison Idea      |
| 2008 | Kamila Szejnoch (Polonia)                                 | 'Swing'                                                              | Giorgina Choueiri Julia Dick Sai Hua Kuan Kate Mitchell Chris Richmond                   |
| 2009 | Hank Schmidt in der Beek (Alemania)                       | 'In den Zillertaler Alpen'                                           | Jennyfer Haddad Gerard Herman Jaroslav Kyša Roy Menahem Markovich Alexander Thieme       |
| 2010 | Sara Nuytemans & Arya Pandjalu (Países Bajos & Indonesia) | 'Treebute from Yogya'                                                | Anna Gohmert Jennyfer Haddad Maria Victoria Muñoz Castillo Berndnaut Smilde Tomas Werner |
| 2011 | Jaroslav Kyša (Reino Unido)                               | 'The Barrier'                                                        | Jaś Domicz David Horvitz Petr Krátký Jinho Lim Péter Szabó                               |
| 2012 | Miná Minov (Bulgaria)                                     | 'Bribe a Jury'                                                       | Kush Badhwar Alex Jones Max Schranner Amanda Wachob                                      |

## Jurado
- Bernd Euler (Alemania).
- Lise Harlev (Dinamarca).
- Anna Henckel-Donnersmarck (Alemania).
- Leonard Kahlcke (Reino Unido).
- Patrick Koch (Alemania).
- Tina Kohlmann (Groenlandia).
- Claus Richter (Alemania)
- Tina Schott (Bélgica).
- Michał Sznajder (Polonia).
- Ganador o Ganadora del año anterior.